# Liste des autoroutes d'Autriche
L'Autriche comptait en 2010, un réseau autoroutier d'environ 1 719 km, qui est généralement soumis à péage. Les autoroutes (en allemand : Autobahnen) sont limitées à 130 km/h. La vitesse maximale est abaissée à 100 km/h sur certaines sections en cas des augmentations temporaires de polluants. 
Ce réseau d'autoroutes participe aux réseaux autoroutiers européens.

Carte des autoroutes d'Autriche.

## Liste des autoroutes
Les routes classées en autoroute ont pour préfixe la lettre A désignant les autoroutes principales (Bundesstraßen A), le lettre S pour les branches autoroutières, dites (Schnellstraßen). En addition à la numérotation, les routes portent officieusement des noms en rapport avec la direction ou les régions traversées qui servent à les identifier.
| N°              | Dénomination                 | Itinéraire                                                                         | Longueur (km) | Statut                                                                                      |
| --------------- | ---------------------------- | ---------------------------------------------------------------------------------- | ------------- | ------------------------------------------------------------------------------------------- |
|                 | West Autobahn                | Vienne – Sankt Pölten – Linz – Salzbourg – la frontière allemande                  | 292           | en service                                                                                  |
|                 | Süd Autobahn                 | Vienne – Wiener Neustadt – Graz – Klagenfurt – Villach – la frontière italienne    | 377           | en service                                                                                  |
|                 | Südost Autobahn              | Guntramsdorf – Eisenstadt                                                          | 38            | en service; Eisenstadt – la frontière hongroise près de Klingenbach: construction envisagée |
|                 | Ost Autobahn                 | Vienne – Schwechat – la frontière hongroise près de Nickelsdorf                    | 66            | en service                                                                                  |
|                 | Nord Autobahn                | Knoten Eibesbrunn – Wolkersdorf – Mistelbach – Poysdorf                            | 49            | en service; Poysdorf – la frontière tchèque près de Drasenhofen: automne 2019               |
|                 | Nordost Autobahn             | Bruckneudorf – la frontière slovaque près de Kittsee                               | 22            | en service                                                                                  |
|                 | Mühlkreis Autobahn           | Linz – Unterweitersdorf                                                            | 29            | en service                                                                                  |
|                 | Innkreis Autobahn            | Wels – la frontière allemande prè de Suben                                         | 76            | en service                                                                                  |
|                 | Pyhrn Autobahn               | Wels – Graz – la frontière slovène près de Spielfeld                               | 230           | en service; tunnels monotubes à Klaus et à la Gleinalm                                      |
|                 | Tauern Autobahn              | Salzbourg – Villach                                                                | 194           | en service                                                                                  |
|                 | Karawanken Autobahn          | Villach – la frontière slovène dans le tunnel des Karavanke                        | 21            | en service; tunnel monotube des Karavanke                                                   |
|                 | Inntal Autobahn              | la frontière allemande près de Kufstein – Innsbruck – Zams                         | 145           | en service                                                                                  |
|                 | Brenner Autobahn             | Innsbruck – la frontière italienne au col du Brenner                               | 35            | en service                                                                                  |
|                 | Rheintal/Walgau Autobahn     | la frontière allemande près de Hörbranz – Bregenz – Feldkirch – Bludenz / Montafon | 61            | en service                                                                                  |
|                 | Wiener Außenring Autobahn    | Vienne – Alland – Vösendorf                                                        | 38            | en service                                                                                  |
|                 | Donauufer Autobahn           | Vienne – Korneuburg – Stockerau                                                    | 34            | en service                                                                                  |
|                 | Autobahn Südosttangente Wien | autoroute urbaine de Vienne                                                        | 18            | en service                                                                                  |
|                 | Welser Autobahn              | Ansfelden – Wels                                                                   | 20            | en service                                                                                  |
|                 | Linzer Autobahn              | autoroute urbaine de Linz                                                          | 4,7           | construction envisagée                                                                      |
| Longueur totale | Longueur totale              | Longueur totale                                                                    | 1 745 km      |                                                                                             |

## Sécurité
Les chiffres de la sécurité routière sur les autoroutes autrichiennes, compilés par l'Austrian Road Safety Board (KFV) sont publiés par l'Union européenne.
Pour des raisons techniques, il est temporairement impossible d'afficher le graphique qui aurait dû être présenté ici.

| Pour des raisons techniques, il est temporairement impossible d'afficher le graphique qui aurait dû être présenté ici. | Pour des raisons techniques, il est temporairement impossible d'afficher le graphique qui aurait dû être présenté ici. |

## Vitesse
La vitesse est généralement limitée à 130 km/h, mais vers 2019, des expérimentations d'une vitesse maximum de 140 km/h ont été réalisées sur deux sections de l'autoroute A1, aux heures de jour. Cela a conduit à une augmentation moyenne de 2 à 4 km/h de la vitesse médiane.